# Zona neutrale iracheno-saudita

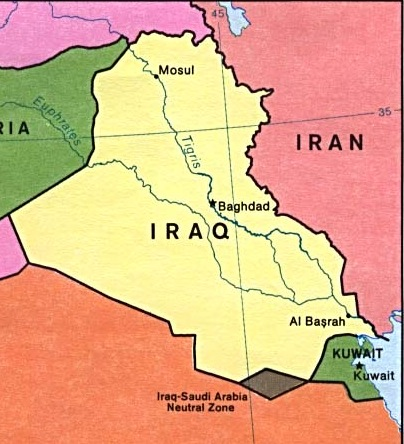
In marrone la zona neutrale tra Arabia Saudita e Iraq

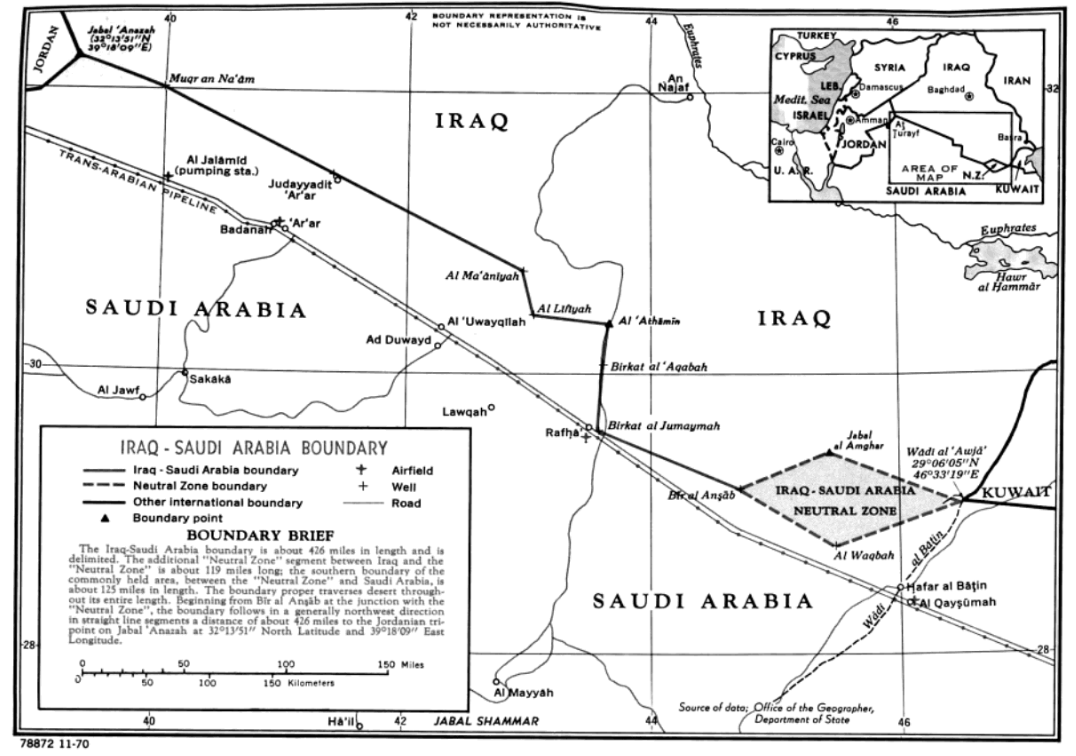
La frontiera tra Arabia Saudita e Iraq rappresentata prima del 1991 in cui è presente la zona neutrale

La zona neutrale iracheno-saudita era una zona smilitarizzata di circa 7.000 km² di superficie fra l'Arabia Saudita e l'Iraq, amministrata congiuntamente dai due Paesi confinanti allo scopo di consentire il libero accesso delle tribù nomadi ai pascoli e ai pozzi d'acqua. In seguito a un accordo del luglio 1975, il territorio è stato equamente diviso tra i due Paesi (3.522 km² all'Iraq, il resto all'Arabia Saudita).
Molte mappe ufficiali non mostrano più l'area neutrale a forma di rombo, ma delimitano una linea territoriale intermedia tra i due estremi dei vecchi confini. Segue lo stesso esempio l'Ufficio Nazionale di Geografia degli Stati Uniti, il quale disegna una linea approssimativa proprio come sopra descritto.